# العلاقات المالديفية الفرنسية
العلاقات المالديفية الفرنسية هي العلاقات الثنائية التي تجمع بين المالديف وفرنسا.

## مقارنة بين البلدين
هذه مقارنة عامة ومرجعية للدولتين:
| وجه المقارنة                                              | المالديف       | فرنسا                                                    |
| --------------------------------------------------------- | -------------- | -------------------------------------------------------- |
| المساحة (كم2)                                             | 298            | 643.80 ألف                                               |
| عدد السكان (نسمة)                                         | 436.33 ألف     | 67.12 مليون                                              |
| الكثافة السكانية (ن./كم²)                                 | 146.42 ألف     | 104.26                                                   |
| العاصمة                                                   | ماليه          | باريس                                                    |
| اللغة الرسمية                                             | اللغة الديفهي  | لغة فرنسية                                               |
| العملة                                                    | روفيه مالديفية | يورو، فرنك س ف ب، فرنك فرنسي، Livre tournois ‏            |
| الناتج المحلي الإجمالي (بليون دولار)                      | 4.60 مليار     | 2.58 تريليون                                             |
| الناتج المحلي الإجمالي (تعادل القوة الشرائية) بليون دولار | 5.23 مليار     | 2.87 تريليون                                             |
| الناتج المحلي الإجمالي الاسمي للفرد دولار أمريكي          | 8.39 ألف       | 36.20 ألف                                                |
| الناتج المحلي الإجمالي للفرد دولار أمريكي                 | 12.53 ألف      | 39.33 ألف                                                |
| مؤشر التنمية البشرية                                      | 0.706          | 0.888                                                    |
| رمز المكالمات الدولي                                      | +960           | +33                                                      |
| رمز الإنترنت                                              | .mv            | .fr، .bzh ‏، .tf، .re، .wf، .yt، .pm، .paris              |
| المنطقة الزمنية                                           | ت ع م+05:00    | أوروبا/باريس ‏، توقيت وسط أوروبا، توقيت وسط أوروبا الصيفي |

## منظمات دولية مشتركة
يشترك البلدان في عضوية مجموعة من المنظمات الدولية، منها:
| علم المنظمة | اسم المنظمة                        | تاريخ انضمام المالديف | تاريخ انضمام فرنسا |
| ----------- | ---------------------------------- | --------------------- | ------------------ |
|             | بنك التنمية الآسيوي                | 1978                  | 1970               |
|             | مؤسسة التنمية الدولية              | 13 يناير 1978         | 30 ديسمبر 1960     |
|             | يونسكو                             | 18 يوليو 1980         | 4 نوفمبر 1946      |
|             | وكالة ضمان الاستثمار متعدد الأطراف | 19 مايو 2005          | 28 ديسمبر 1989     |
|             | الأمم المتحدة                      | 21 سبتمبر 1965        | 24 أكتوبر 1945     |
|             | الاتحاد البريدي العالمي            | ?                     | ?                  |
|             | البنك الدولي للإنشاء والتعمير      | 13 يناير 1978         | 27 ديسمبر 1945     |
|             | الاتحاد الدولي للاتصالات           | 28 فبراير 1967        | 1866               |
|             | منظمة حظر الأسلحة الكيميائية       | ?                     | ?                  |
|             | مؤسسة التمويل الدولية              | 2 فبراير 1983         | 20 يوليو 1956      |
|             | منظمة التجارة العالمية             | ?                     | 1995               |
|             | منظمة الشرطة الجنائية الدولية      | ?                     | ?                  |

## وصلات خارجية
- موقع وزارة الخارجية المالديفية
- موقع وزارة الخارجية الفرنسية